# Dentelles (film)
Pour les articles homonymes, voir Dentelles.
Dentelles (titre original russe : Кружева, Kroujeva) est un film soviétique sorti en 1928, premier long-métrage réalisé par Sergueï Ioutkevitch.

## Fiche technique
- Titre : Dentelles
- Titre original : Кружева, Kroujeva
- Réalisation : Sergueï Ioutkevitch
- Scénario : Yuri Gromov, Mark Kolosov
- Durée : 75 minutes
- Langue : russe
- Date de sortie : URSS : 1er juin 1928

## Distribution
- Nina Shaternikova
- Konstantin Gradopolov
- Boris Tenin